# دبیرخانه بخش امباگوما
دبیرخانه بخش امباگوما (به لاتین: Ambagamuwa Divisional Secretariat) یک منطقهٔ مسکونی در سری‌لانکا است که در استان مرکزی (سری‌لانکا) واقع شده‌است.